# Kastanjeoorlijstergaai
De kastanjeoorlijstergaai (Ianthocincla konkakinhensis) is een zangvogel uit de familie Leiothrichidae.

## Verspreiding en leefgebied
Deze soort is endemisch in de bergen op de grens van centraal Vietnam en zuidoostelijk Laos..

## Status
De grootte van de populatie is niet gekwantificeerd maar de soort wordt omschreven als algemeen. Omdat het verspreidingsgebied erg klein is heeft deze soort op de Rode lijst van de IUCN de status gevoelig.